# Museo Caliwood
El Museo Caliwood es un museo de carácter tecnológico, ubicado en el oeste de Santiago de Cali, cerca al Gato del Río y el Museo de Arte Moderno La Tertulia y a lo diagonal de la Librería Nacional del Oeste, sobre la histórica Avenida Belalcázar. La institución se destaca por su emblemática colección de aparatos cinematográficos, fotográficos, gráficos y fonográficos que muestran preferentemente la evolución de los equipos de filmación y exhibición de películas usados en Colombia en el mundo y muy en especial en la región sur occidental del país, equipos y aparatos que mantuvieron su carácter de análogos hasta bien entrada la década de 1980. Se exhibe la colección de proyectores de cine profesionales, las filmadoras y la excepcional colección de cámaras fotográfica antiguas que generan la opción para observar la evolución tecnológica de tales equipos a lo largo de unos 180 años.

## Nombre
El nombre del Museo hace referencia a la ciudad en la cual se encuentra situado, la cual es considerada por muchos la meca del cine en Colombia y a Hollywood, el emporio cinematográfico norteamericano, forjado a lo largo de más de un siglo de actividad en la industria del cine. Jugando con estos nombres, al estilo de Bollywood y Nollywood, se creó o acuñó la marca Caliwood, la cual hace eco a la gran influencia que han tenido y mantienen los directores de cine nacidos en Cali, en el progreso y la evolución de la cinematografía colombiana, fenómeno ocurrido a lo largo de varias décadas y a la aparición de una nueva camada de directores y productores de cine, de origen colombiano, que están consiguiendo meritorios logros a nivel mundial, después de la iniciación del siglo XXI, circunstancia ligada a la consolidación de las viejas y a la aparición de las nuevas facultades de Cine y Comunicación Social abiertas por varias Universidades, en las principales capitales del país.

## Colección

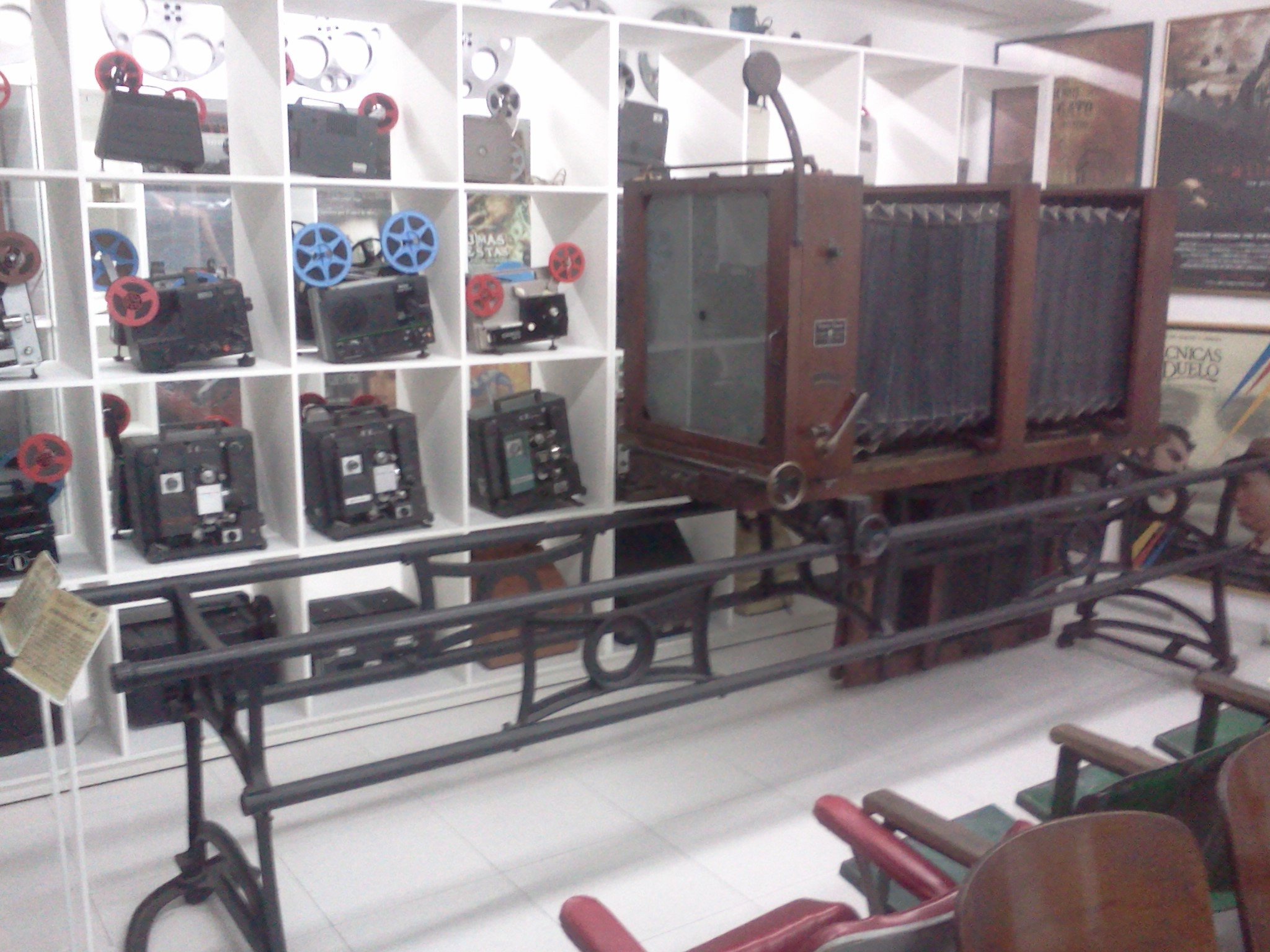
La cámara más grande del mundo.

El museo también exhibe varias linternas mágicas, proyectores de manivela, incluyendo uno profesional de la marca Nicholas Powers de 1908, proyectores de cine traídos de distintos teatros del país, proyectores portátiles, cámaras filmadoras (entre ellas una Yashica Super 600 Electro que perteneció a Andrés Caicedo, la "Jelco de 8mm" que usó Carlos Mayolo y la Mitchell NC10 de 35mm del cineasta, actor y realizador norteamericano Jerry Lewis, de moda en las décadas de 1950, 60 y 70 ). Se supone que con la última se filmó el largometraje "El día en que el payaso lloró", cinta en la que actúa Lewis y la cual aún no ha sido proyectada al gran público. También se exponen cámaras fotográficas antiguas (entre ellas la más pequeña y la más grande del mundo, la de los espías, la de los paparazzi, la del periodista, la submarina, la primera cámara de bolsillo de la compañía Kodak, la Leica de Alfonso Bonilla Aragón, la Rolleiflex de Alex Gorayeb, la Aplanascope usada por los detectives de Francia en 1901 y una colección de las cámaras instantáneas producidas por la marca Polaroid) para un total aproximado de 350 aparatos muy bien conservados. Lo anterior está acompañado con silletería original de teatros antiguos, 120 afiches de películas colombianas, muchos de ellos originales y unos 300 proyectores de cine, también originales, fabricados en distintos países del mundo y utilizados para proyectar películas de 8mm, super 8 mm, 9.5 mm, 16 mm, 35 mm y 70 mm; además de diversos objetos vinculados a la historia del cine, la fotografía, el sonido y la imagen, entre los que se destacan algunos inventados en la época del precine, como el Ferrotipo, el Ambrotipo, el Tintype, el Coppertype, el Radioptican y el Pictograph. El museo también muestra una ilustrativa colección de proyectores de transparencias antiguos y visualizadores de películas.

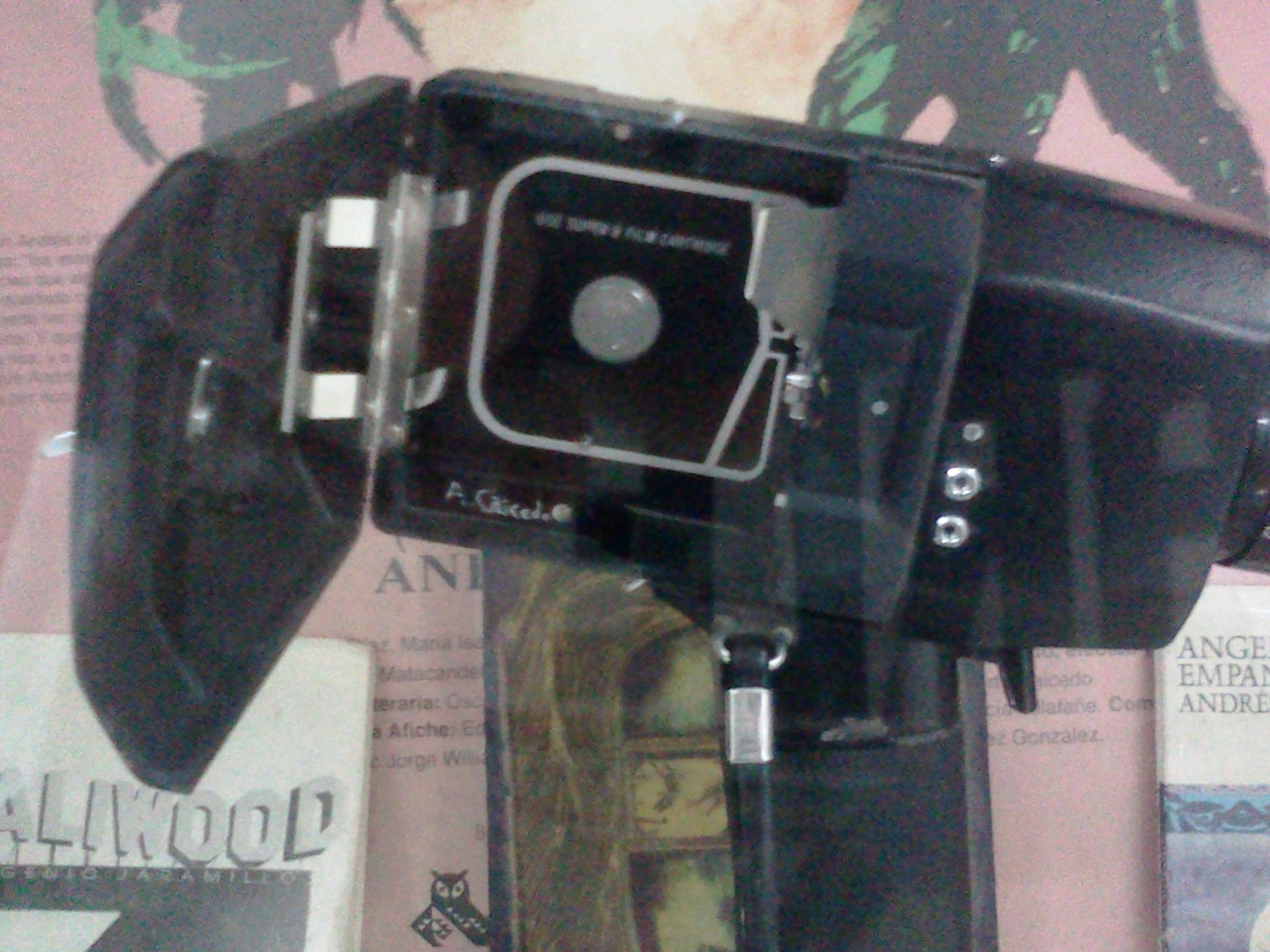
Cámara filmadora Yashica Super 600 Electro de Andrés Caicedo

## Visitas
El Museo ofrece visitas guiadas, en español e inglés; además, Caliwood es la primera entidad museológica del país en contar con estaciones de CÓDIGOS QR que  permiten a los visitantes desplazarse cómodamente por el espacio a la vez que realizan el recorrido mientras el dispositivo los ilustra y cuenta anécdotas sobre los diferentes objetos que se exhiben en las salas del Museo.